# Barbula salisburiensis
Barbula salisburiensis là một loài rêu trong họ Pottiaceae. Loài này được Dixon mô tả khoa học đầu tiên năm 1922.